# Felsgrab von Luzzanas
Koordinaten: 40° 26′ 14″ N, 9° 7′ 38,6″ O
Das Felsgrab von Luzzanas (lokal auch „Tomba del Labirinto“ genannt) liegt in der Gemarkung San Saturnino bei Benetutti in der Metropolitanstadt Sassari auf der Mittelmeerinsel Sardinien. Luzzanas liegt in den Kalksteinaufschlüssen nördlich des Zusammenflusses des Rio Mannu mit dem Tirso unweit des Römerbades „Therme Aurora“.

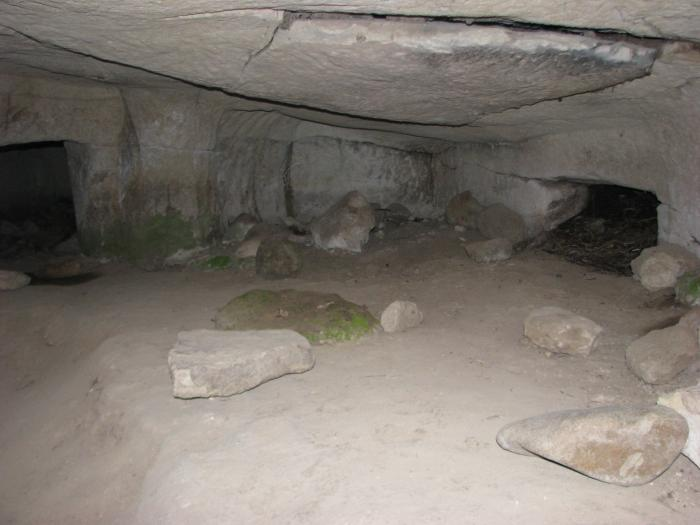
Luzzanas

Es ist durch eingeritzte Labyrinthe und Spiralen bekannt, die Ercole Contu (1924–2018) im Jahre 1965 publizierte und war seitdem Gegenstand von Diskussionen vor allem das Alter der Ritzungen und die ungewöhnlichen zusätzlichen Linien in der Verlängerung des Zugangs betreffend. Die Anlage ist noch nicht vollständig ausgegraben, da sie teilweise mit Schutt und Erde verfüllt ist und gelegentlich überflutet wird.
Luzzanas besteht aus vier oder mehr miteinander verbundenen Kammern.

## Kontext
Es gibt über 10.000 Felsgräber, die auf Sardinien Domus de Janas (Häuser der Feen) genannt werden. Sie bestehen oft aus einer Ansammlung von Kammern, die mit Steinwerkzeugen in den Kalkstein geschlagen wurden. Sie wurden zwischen 3400 und 2500 v. Chr. von den Trägern der Ozieri-Kultur geschaffen. Die Anlagen wurden von den Folgekulturen bis in die frühchristliche Zeit sekundär verwendet und mitunter erweitert oder umgebaut. Damit ist das Alter des Labyrinths – das mitunter als eine der ältesten Darstellungen gilt – nicht sicher bestimmbar.
In der Nähe liegen die Domus de Janas von Montrigu Lolloe und Sos Molimentos.